# 2327 Gershberg
2327 Gershberg este un asteroid din centura principală, descoperit pe 13 octombrie 1969 de Bella Burnasheva.